# Lê Sỹ Mạnh
Lê Sỹ Mạnh (sinh ngày 2 tháng 12 năm 1984) là một cựu cầu thủ bóng đá người Việt Nam. Thời còn thi đấu, anh chơi ở vị trí tiền đạo cho nhiều câu lạc bộ như T&T Hà Nội, The Vissai Ninh Bình, Thanh Hóa, Hải Phòng,...
Sỹ Mạnh cũng từng là thành viên của đội tuyển bóng đá quốc gia Việt Nam dưới thời huấn luyện viên Henrique Calisto.

## Sự nghiệp

### Câu lạc bộ
Sinh ra ở Thanh Hoá trong một gia đình khá giả, Sỹ Mạnh đến bóng đá khá sớm khi tham gia đội U-14 của tỉnh, sau đó chỉ 2 năm, anh được huấn luyện viên Trần Văn Phúc đưa lên đội một Thanh Hóa tham dự giải hạng nhì. Cùng Thanh Hóa lên hạng chuyên nghiệp sau 5 năm thi đấu, anh khăn gói ra Thủ đô cập bến T&T Hà Nội và cùng câu lạc bộ này tạo nên một kỳ tích có 1 không 2 khi lên hạng chuyên nghiệp liên tiếp trong 3 năm từ giải hạng ba.
Năm 2009, Sỹ Mạnh chuyển về đội bóng lắm tiền nhiều của thời bấy giờ The Vissai Ninh Bình. Anh lại một lần nữa cùng đội thăng hạng khi ghi 10 bàn thắng cùng 17 pha kiến tạo giúp Ninh Bình lên hạng trước 4 vòng đấu với 17 trận toàn thắng tạo nên một kỉ lục đến bây giờ hiếm có đội bóng nào có thể lập lại tại giải hạng nhất. Sau đó, anh tiếp tục chơi bóng cho Quảng Nam, Sài Gòn Xuân Thành ở sân chơi chuyên nghiệp với bản hợp đồng 6 tỉ đồng cho 3 năm, trở về quê hương Thanh Hoá rồi giải nghệ tại Hải Phòng sau mùa giải 2015.

### Đội tuyển quốc gia
Lê Sỹ Mạnh là tuyển thủ quốc gia dưới thời huấn luyện viên Henrique Calisto. Anh ra mắt đội tuyển trong trận giao hữu gặp Turkmenistan trên sân Thống Nhất vào ngày 20 tháng 10 năm 2009. Ngày 1 tháng 12 năm 2010, Lê Sỹ Mạnh có tên trong danh sách 22 cầu thủ tham dự AFF Cup 2010.

## Sự nghiệp huấn luyện
Sau khi giải nghệ, Lê Sỹ Mạnh tham gia ban huấn luyện của câu lạc bộ Hải Phòng với vai trò trợ lý cho Trương Việt Hoàng. Sau khi chia tay Hải Phòng cuối năm 2017, anh chuyển sang huấn luyện bóng đá trẻ em tại Học viện CV9 của cựu tuyển thủ Lê Công Vinh.

## Cuộc sống cá nhân

### Gia đình
Tháng 7 năm 2017, Lê Sỹ Mạnh kết hôn với người mẫu Trúc Nguyễn sau 4 năm quen nhau. Cặp đôi đã có với nhau một cậu con trai.

### Tai tiếng
Ngoài tài năng trên sân cỏ, cái tên Lê Sỹ Mạnh cũng gắn chặt với các trang báo, với truyền hình bằng những sự cố ngoài đời. Anh từng bị bắt trong vụ thuốc lắc tại Quận 7 khi còn thi đấu cho Hà Nội T&T năm 2008. Năm 2009, Sỹ Mạnh tiếp tục vướng vào tai tiếng trong vụ hành hung 2 đàn anh Lê Hồng Minh, Phạm Minh Đức ở Hà Nội.
Năm 2017, khi đang làm trợ lý cho huấn luyện viên Trương Việt Hoàng tại câu lạc bộ Hải Phòng, Sỹ Mạnh tiếp tục va chạm với thủ môn Đặng Văn Lâm. Nguyên nhân được Mạnh tiết lộ là do bực tức vì "Lâm Tây" láo với các đàn anh nên đã vào phòng Lâm để đánh bằng tay không chứ không hề dùng dao như một số trang báo đưa tin. Lâm chạy ra ngoài và té ngã lật cổ chân. Sau vụ việc này, Đặng Văn Lâm đã bị Ban huấn luyện CLB Hải Phòng kỷ luật nội bộ, còn Sỹ Mạnh thì bị sa thải.

#### Hành hung trọng tài VFF
Tham gia một giải đấu phong trào có tiếng ở TP.HCM, cựu tuyển thủ Lê Sỹ Mạnh để lại hành động xấu xí khi hành hung một trọng tài phong trào trên sân thi đấu 7 người. Tối 23-12, đoạn clip một cầu thủ đá, đấm túi bụi một trọng tài phong trào sân 7 người lan truyền trên mạng xã hội. Và người hành hung trọng tài là cựu tuyển thủ Lê Sỹ Mạnh. Lê Sỹ Mạnh tham gia một giải đấu sân 7 người có quy mô lớn ở TP.HCM. Anh khoác áo đội Lão tướng thành phố Thanh Hóa trong trận đấu với đội Lão tướng Nga Sơn diễn ra hôm 22-12. Trọng tài bị tấn công là Phạm Văn Nguyên. Sau khi thổi phạt pha phạm lỗi của Sỹ Mạnh, trọng tài Văn Nguyên bị cầu thủ này quệt tay vào mặt mình. Trọng tài rút thẻ vàng thứ 2 cho Sỹ Mạnh. Bất bình với việc nhận thẻ đỏ, cựu tuyển thủ Việt Nam Lê Sỹ Mạnh lao đến đá vào hông và lao vào đấm vào mặt trọng tài, buộc người này phải chạy thoát thân. Trao đổi với Tuổi Trẻ Online, trọng tài Phạm Văn Nguyên nói: "Sức khỏe của tôi bình thường, không gặp tổn thương gì nghiêm trọng dù bị đá trúng hông".
Trọng tài Văn Nguyên thuộc biên chế trọng tài futsal của Liên đoàn Bóng đá Việt Nam (VFF).

## Thống kê sự nghiệp

### Quốc tế
| Đội tuyển quốc gia | Năm       | Trận | Bàn |
| ------------------ | --------- | ---- | --- |
| Việt Nam           | 2009      | 2    | 0   |
| Việt Nam           | 2010      | 5    | 0   |
| Tổng cộng          | Tổng cộng | 41   | 6   |